# Charles Jason Gordon
Charles Jason Gordon (Port of Spain, 17 de março de 1959) é um clérigo de Trinidad e arcebispo católico romano de Port of Spain.
Depois da escola, Gordon inicialmente assumiu a gestão da empresa de seu pai. Aos 21 anos, ingressou na Comunidade Água Viva e começou a estudar teologia na Universidade das Índias Ocidentais. Foi ordenado sacerdote em 19 de março de 1991.
Papa Bento XVI nomeou-o bispo de Bridgetown e Kingstown em 8 de julho de 2011. O Arcebispo Coadjutor de Port of Spain, Joseph Everard Harris CSSp, concedeu-lhe a ordenação episcopal em 21 de setembro do mesmo ano; Os co-consagradores foram Malcolm Patrick Galt CSSp, ex-bispo de Bridgetown, e Robert Rivas OP, arcebispo de Castries. A investidura como Bispo de Kingstown ocorreu em 23 de setembro do mesmo ano. Em 22 de dezembro de 2015, renunciou à diocese de Kingstown, para a qual o Papa Francisco nomeou um sucessor na mesma data. Em julho de 2017, ele apoiou a aliança eclesial para a cúpula do G20 em Hamburgo com um sermão no serviço ecumênico na Igreja de Santa Catarina.
O Papa Francisco nomeou-o Arcebispo de Port of Spain em 19 de outubro de 2017. A posse ocorreu no dia 27 de dezembro do mesmo ano. Ele participou da 16ª Assembleia Geral Ordinária do Sínodo dos Bispos como parte do Sínodo Mundial.
O brasão do Arcebispo Gordon no campo superior homenageia Maria, de quem é dito no Apocalipse de João que a lua e doze estrelas estavam a seus pés (Ap 12.1 EU). O campo inferior mostra três montanhas, uma alusão à Trindade. O curso de água intermediário é uma lembrança da Comunidade Água Viva, a comunidade espiritual à qual ele pertence.
Gordon descreve as identidades de gênero não binárias como uma construção social “diabólica” e uma “ferramenta neocolonial”.